# 28407 Meghanarao
28407 Meghanarao è un asteroide della fascia principale. Scoperto nel 1999, presenta un'orbita caratterizzata da un semiasse maggiore pari a 2,5845775 au e da un'eccentricità di 0,1179082, inclinata di 6,72444° rispetto all'eclittica.
L'asteroide è dedicato alla studentessa statunitense Meghana Vijay Rao.